# Dekanat stupiński
Dekanat stupiński – jeden z 48 dekanatów eparchii moskiewskiej obwodowej Rosyjskiego Kościoła Prawosławnego. Obejmuje cerkwie położone w rejonie stupińskim obwodu moskiewskiego. Funkcjonują w nim dwie cerkwie parafialne miejskie, dwadzieścia trzy cerkwie parafialne wiejskie, sześć cerkwi filialnych i osiem kaplic.
Funkcję dziekana pełni protojerej Jewgienij Riapołow.

## Cerkwie w dekanacie[1]
- Cerkiew Trójcy Świętej w Troice-Łobanowie
- Cerkiew Zaśnięcia Matki Bożej w Aleszkowie
- Cerkiew Kazańskiej Ikony Matki Bożej w Batajkach
- Cerkiew Przemienienia Pańskiego w Wierziłowie

Cerkiew św. Matrony Moskiewskiej w Wierziłowie
Kaplica św. Pantelejmona
- Cerkiew Narodzenia Matki Bożej w Wichornej
- Cerkiew Opieki Matki Bożej w Woskriesienkach

Kaplica św. Mikołaja
- Cerkiew św. Jana Chrzciciela w Iwanowskim
- Cerkiew Narodzenia Pańskiego w Kamieniszczach
- Cerkiew Kazańskiej Ikony Matki Bożej w Kijasowie

Cerkiew Ikony Matki Bożej „Niewyczerpany Kielich” w Kijasowie
- Cerkiew Narodzenia Matki Bożej w Kriemienju
- Cerkiew Ikony Matki Bożej „Wszystkich Strapionych Radość” w Kurtinie
- Cerkiew Trójcy Świętej w Łużnikach
- Cerkiew Opieki Matki Bożej w Myszenskim
- Cerkiew św. Michała Archanioła w Poczinkach

Kaplica Opieki Matki Bożej
- Cerkiew Ikony Matki Bożej „Władająca” w Prioksku
- Cerkiew św. Mikołaja w Siemienowskim
- Cerkiew Opieki Matki Bożej w Sitnym-Szczełkanowie

Kaplica św. Mikołaja
- Cerkiew Ikony Matki Bożej „Znak” w Starej Kaszyrze

Kaplica św. Jana Chrzciciela
- Cerkiew Narodzenia Matki Bożej w Starej Sitni
- Cerkiew Narodzenia Matki Bożej w Starym
- Cerkiew Wszystkich Świętych Ziemi Ruskiej w Stupinie

Cerkiew Nowomęczenników i Wyznawców Stupińskich w Stupinie
Cerkiew św. Pantelejmona w Stupinie
Kaplica Kazańskiej Ikony Matki Bożej
- Cerkiew Tichwińskiej Ikony Matki Bożej w Stupinie

Cerkiew Świętych Kosmy i Damiana w Stupinie
- Cerkiew Kazańskiej Ikony Matki Bożej w Sukowie
- Cerkiew Narodzenia Matki Bożej w Chatuniu

Kaplica św. Eliasza
Kaplica św. Mikołaja
- Cerkiew Zaśnięcia Matki Bożej w Malinie

Cerkiew św. Bazylego Nowego w Malinie